# Los Lobos Centro
La Lobos Centro är en ort i kommunen San José del Rincón i delstaten Mexiko i Mexiko. Samhället hade 1 930 invånare vid folkräkningen 2020.